# ジェイムズ・G・ブレイン
ジェイムズ・ジレスピ・ブレイン（英: James Gillespie Blaine、1830年1月31日-1893年1月27日）は、アメリカ合衆国メイン州出身の政治家。下院議員、下院議長、上院議員を務め、2度アメリカ合衆国国務長官となり、ハーフブリード（公務員改革を推進した共和党の一派）の推進者となった。南北戦争後の共和党で有力指導者となり、再三有力な大統領候補と目されたが果たせず、1884年アメリカ合衆国大統領選挙では党の指名を勝ち得て出馬したが、スキャンダルが祟って民主党のグロバー・クリーブランドに敗れた。

## 生涯

### 前歴
ブレインはペンシルベニア州ピッツバーグに近いワシントン郡ウェストブラウンズビルで生まれた。曾祖父はアメリカ独立戦争中の1778年から1782年まで北方方面軍の兵站総監として大陸軍に仕えたエフレイム・ブレイン大佐だった。
ブレインは、多くの文筆能力や政治的適性の証拠を残して、1847年にペンシルベニア州のワシントン近くにあったワシントン大学（現在のワシントン・アンド・ジェファーソン大学）を卒業した。そこでは、デルタ・カッパー・イプシロン友愛会の会員だった。その後、ケンタッキー州ブルーリック・スプリングのウェスタン士官学校で教鞭を取り、1852年から1854年にはフィラデルフィアのペンシルベニア盲学校で教えた。この期間は法律の勉強もした。ブレインは1850年6月30日にハリエット・スタンウッドと結婚した。
1854年、メイン州オーガスタに居所を変え、『ケネベック・ジャーナル』、また後に『ポートランド・アドバタイザー』の編集者になった。
編集作業は間もなく放棄され、より活動的で公的な経歴を求めた。1859年から1862年までメイン州議会議員となり、最後の2年間は下院議長を務めた。また、1859年には共和党州委員会の議長となり、20年以上にわたって党のあらゆる選挙運動を自ら指揮した。ブレインの賞賛者の間では「羽毛の騎士」と呼ばれた。

### 連邦議会での経歴
ブレインは共和党員として第38アメリカ合衆国議会下院議員に選ばれ、1863年3月4日から1876年7月10日まで連続7期務めた後に辞任した。第41議会から第43議会では下院議長を務めた。第43議会から第45議会までは下院議院運営委員会の委員長であり、その後に4年間以上アメリカ合衆国上院議員となった。
下院はブレインの政治的また議会運営能力にとって適した活躍の舞台だった。議論者として覚悟ができており強力であり、術策に富んでおり、また論争の場でも抜け目がなかった。南北戦争やその後のレコンストラクションの騒々しい政界にあって、その積極的な性格と建設的な才能がうまく活かされた。合衆国から脱退した州の復興手段が数年間連邦議会の中心議題となり、ブレインはそれらの案を形作り議論する指導的な役割を演じた。南部の諸州を政治の仕組みの中に全面的に復帰させるために、その代議員数の算定根拠が大きな問題となった。南部州が解放奴隷から選挙権を剥奪している限り、多くの議席を与えられるべきではないという根拠で、算定根拠を合法の有権者数にすべきという意見が強かった。一方ブレインは算定根拠が有権者ではなく人口に基づかせるべきと主張したが、これは有権者比率が様々である北部州には公平なことだった。また公平な参政権付与によって保護されるべきと主張した。この考え方が結局主流となり、アメリカ合衆国憲法修正第14条には基本的にブレインの提案が採用された。
ブレインは急進派共和党員による南部州に対する軍政府統治計画に反対し、軍政から解放され文民政府を再開するための明確な道筋があると主張した。貨幣で担保された公共債務は紙幣で支払われるべきという主張に対し、議会で最初に反対したのがブレインであり、これが1867年時点で気運と広い支持を得ることになった。帰化したアメリカ市民が母国に戻るときに不忠ということで告発されるという問題で帰化市民の肩を持った。その活動は1870年のアメリカとイギリスの間の条約となり、帰化市民がアメリカ生まれの市民と同じ土俵に立てることになった。
アンドリュー・ジョンソン大統領が1866年にヒュー・B・ユーイング将軍をオランダ大使に指名したとき、ブレインはユーイング指名を撤回し、兄弟のチャールズ・ブレインを任命するよう運動した。ブレインは大統領に対し、ユーイングは「不正な行為」をしていると告げたが、これはブレインとジョンソン大統領の個人的な確執から来たものと考えられる。ブレインはジョン・シャーマン上院議員を含みオハイオ州の著名な政治家達に対して、ブレインの親友でオハイオのローリッフ・ブリンカホフ将軍をその地位につけるためにあらゆる可能性を試すと宣言していたことが露見していた。それでも、ブレインのユーイング将軍指名撤回の要求は成功せず、ユーイングは1870年までその職にあった。
1875年、ブレインは政教分離原則を促進するために宗教学校に公的資金を使うことを禁じる憲法修正条項を提案したとされている。この修正提案は上院で必要とされる3分の2の票にわずか4票及ばず議会の段階で成立しなかったが、各州の過半数が同様な法律を採択し、一般にブレインの修正条項と呼ばれている。この修正条項では、特定の宗派の支配に基づかない限り、公的学校で包括的宗教教育を行うことまでは禁じていない（実際に、公的学校は各州がブレインの修正条項を採択した後でも数年間は、聖書の教えや宗教的教示を教え続けた。）。
カトリックは、ブレインの修正条項を反カトリック的として非難したが、敬虔なプロテスタント、特にメソジスト、バプテストおよび組合教会主義者には強く支持された。
ブレインは1876年の大統領選挙で共和党の指名を得ようとして失敗した。この指名を得ようという時に、リトルロック・アンド・フォートスミス鉄道とノーザン・パシフィック鉄道との関係で、下院議員としての汚職を執拗に告発されたことでダメージを受けた。共和党員の過半数によって、ブレインは完全に身の潔白が証明されたと考えられたが、共和党全国大会ではわずか28票差で大統領候補の指名を逃した。最終的に他の指名候補者の支持がダークホースのラザフォード・ヘイズに集まった結果だった。ブレインはその政敵によって「ブレイン、ブレイン、ジェイムズ・G・ブレイン、メイン州出身の大陸一の嘘つき」と嘲られた。
ブレインは共和党公認でアメリカ合衆国上院議員に指名され、その後選出された。上院議員を4年間務めている間も、その政治行動は衰えなかった。ブレインの提案した法案の中でも通貨法は特に傑出したものだった。以前は紙幣の流通量拡大に反対したが、この時は銀貨切り下げに抵抗した。アメリカの海運業発展を推進し、保護政策は陸と同じように海にも適用されるべきと主張して、寛大な助成金を提唱した。
ブレインは上院議員に再選され1876年7月10日から1881年3月5日まで務め、アメリカ合衆国国務長官となるために辞任した。上院にいる間に、上院公共事業経費節減委員会（第45議会）および上院運営委員会（これも第45議会）の少数派推進者となった。この期間に再度、大統領候補の指名を得ようとした。1880年の共和党全国大会では、ブレインと元大統領ユリシーズ・グラントの支持が拮抗しており、他にオハイオ州のジョン・シャーマンもそこそこの支持者がいた。候補者選びは36回目の投票まで続き、ブレインの友人やシャーマンの友人が結託してジェームズ・ガーフィールドの指名に成功した。

### 国務長官および大統領選出馬

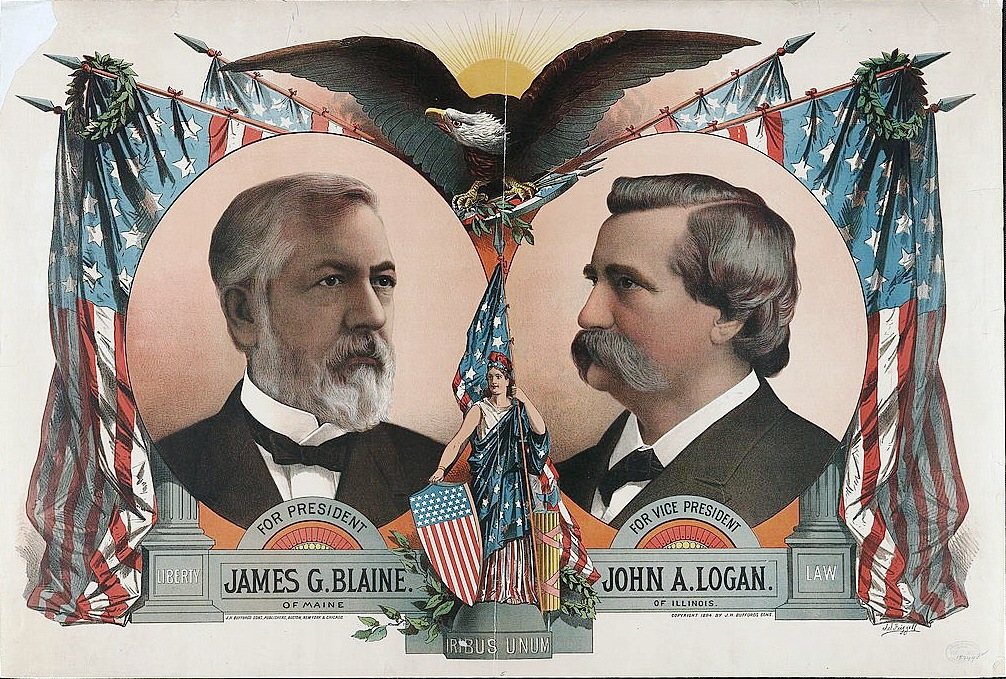
ブレインと副大統領候補ローガンの選挙ポスター

ブレインはジェームズ・ガーフィールドおよびチェスター・A・アーサー大統領の内閣で国務長官を務めた。連続しない期間で2度この職に就いた者としては2人目で最後だった。ガーフィールドが暗殺された後、アーサー大統領は1881年12月までブレインを国務長官としていた。
1884年アメリカ合衆国大統領選挙では共和党公認大統領候補となったが落選した。ブレインは1860年から1912年の間で唯一人大統領選で落選した共和党非現職候補者であり、一度も当選できなかった共和党公認大統領候補としては2人目だった。「マグワンプス」と呼ばれる共和党改革派がブレインの汚職という評判故に民主党のクリーブランドを支持した。ブレインが一連の素晴らしい演説を繰り返した白熱した選挙戦の後で、ニューヨーク州を僅差で失ったために敗れた。ブレイン自身を含み多くの者は、その敗北の原因を1884年10月29日に、ブレインのいる前で、プロテスタントの牧師サミュエル・D・バーチャードが使った「ラム酒、ローマニズムと反逆者」という言葉に帰している。バーチャードは、その意見では民主党の立場を特徴づけるためにこの言葉を使った。ラム酒はアルコールから上がる利益を意味し、ローマニズムはカトリック教会、反逆者は1861年のアメリカ連合国を意味していた。
この言葉はブレインのものではなかったが、その反対勢力はブレインのカトリック教会に対する敵意を象徴させるために利用し、おそらくカトリック教徒の中には投票対象者を変える者がいた。ブレインの母はアイルランド人ローマカトリック教徒の子孫であり、姉妹は修道女であり、ブレインが多くの民主党支持者の票を得ようとしたという憶測もあった。しかしカトリック教徒はブレインの修正条項を支持したことでブレインを既に疑っており、このことで多くの疑いを確信させることになった。
1888年の大統領候補者選びの時は候補者指名を拒否し、ベンジャミン・ハリソン大統領の内閣で再び国務長官となり、1889年から1892年まで務めた。
ブレインの国務長官としての役割は幾つかの顕著な段階で際だった。アメリカ大陸の国々の友好的理解と協力を促進するために、ブレインを議長として汎アメリカ会議が企画され推進されたが、ブレインの引退で挫折することになった（会議での最も重要な決議は貿易の域内依存、大陸横断鉄道および国際紛争における強制力ある調停の必要性だった）。ブレインはこの政策のために関税法を提案し、自国の商業を繁栄させた多くの相互依存条約を交渉した。
ブレインはサモアにおけるアメリカの権益を維持し、1891年にニューオーリンズで警察署長を殺害したマフィアとして告発された11人のイタリア人の私刑についてイタリアと活発に外交交渉を行い、アメリカ海軍の艦船USSボルティモアの水夫を巻き込み、死者を出した酒場での喧嘩について合衆国とチリの間の緊張関係の間も断固たる態度を崩さず、ベーリング海でのアザラシ猟についてイギリスとの議論を行い、この食い違いは仲裁によって後に解決された。ブレインはクレイトン・バルワー条約の修正を行うために動き、イギリス政府との延々と続く交渉の中で、大西洋と太平洋を繋ぐために建設される地峡の運河はアメリカが排他的に支配するという政策を強力に主張した。
ブレインは共和党全国大会の前夜、1892年6月4日に辞任した。その名前は大統領指名候補として再度代議員の考慮対象とされたが、多くの支持は得られなかった。

### その後の人生と死
ブレインはその後年の余暇を利用して『議会の20年間』を著した(1884年-1886年)。2巻よりなる輝かしい歴史書である。
ブレインはメイン州ルイストンにベイツ大学を創建するために貢献し、長期間(1863年-1893年)大学の理事を務めた。1869年にはベイツ大学より名誉学位を受けた。
ブレインは62歳の時にワシントンで死に、オークヒル墓地に埋葬された。1920年6月には、メイン州オーガスタのブレイン記念公園に移葬された。

## 記念
- ブレインに因んで名付けられた郡
  - アイダホ州ブレイン郡
  - モンタナ州ブレイン郡
  - オクラホマ州ブレイン郡
  - ネブラスカ州ブレイン郡
- ブレインに因んで名付けられた市町
  - ワシントン州ブレイン市
  - ミネソタ州ブレイン市
  - メイン州ブレイン町
  - ペンシルベニア州ブレイン町
- イリノイ州シカゴにはジェイムズ・G・ブレイン学校がある。
- ブレイン邸宅はメイン州知事の官舎になっている。
- メイン州ポートランド中心街にはブレインの記念碑がある。

## 小説の中で
ブレインはハリイ・タートルダヴのタイムライン191小説『How Few Remain』にアメリカ合衆国大統領として登場しており、第二次米墨戦争でアメリカ合衆国がアメリカ連合国に破れるときの指導者である。